# White Castle (Luisiana)
White Castle é uma cidade  localizada no estado americano de Luisiana, na Paróquia de Iberville.

## Demografia
Segundo o censo americano de 2000, a sua população era de 1946 habitantes.
Em 2006, foi estimada uma população de 1880, um decréscimo de 66 (-3.4%).

## Geografia
De acordo com o United States Census Bureau tem uma área de
1,9 km², dos quais 1,9 km² cobertos por terra e 0,0 km² cobertos por água. White Castle localiza-se a aproximadamente 7 m acima do nível do mar.

## Localidades na vizinhança
O diagrama seguinte representa as localidades num raio de 24 km ao redor de White Castle.